# ملكوة (نارستان)
ملکوة (بالفارسية: ملکوه) هي قرية تقع في إيران في قسم نارستان الريفي. يقدر عدد سكانها بـ 80 نسمة بحسب إحصاء 2016.